# Амурск
Аму́рск — город в России, административный центр Амурского района Хабаровского края.
Образует городское поселение город Амурск как единственный населённый пункт в его составе.

## География

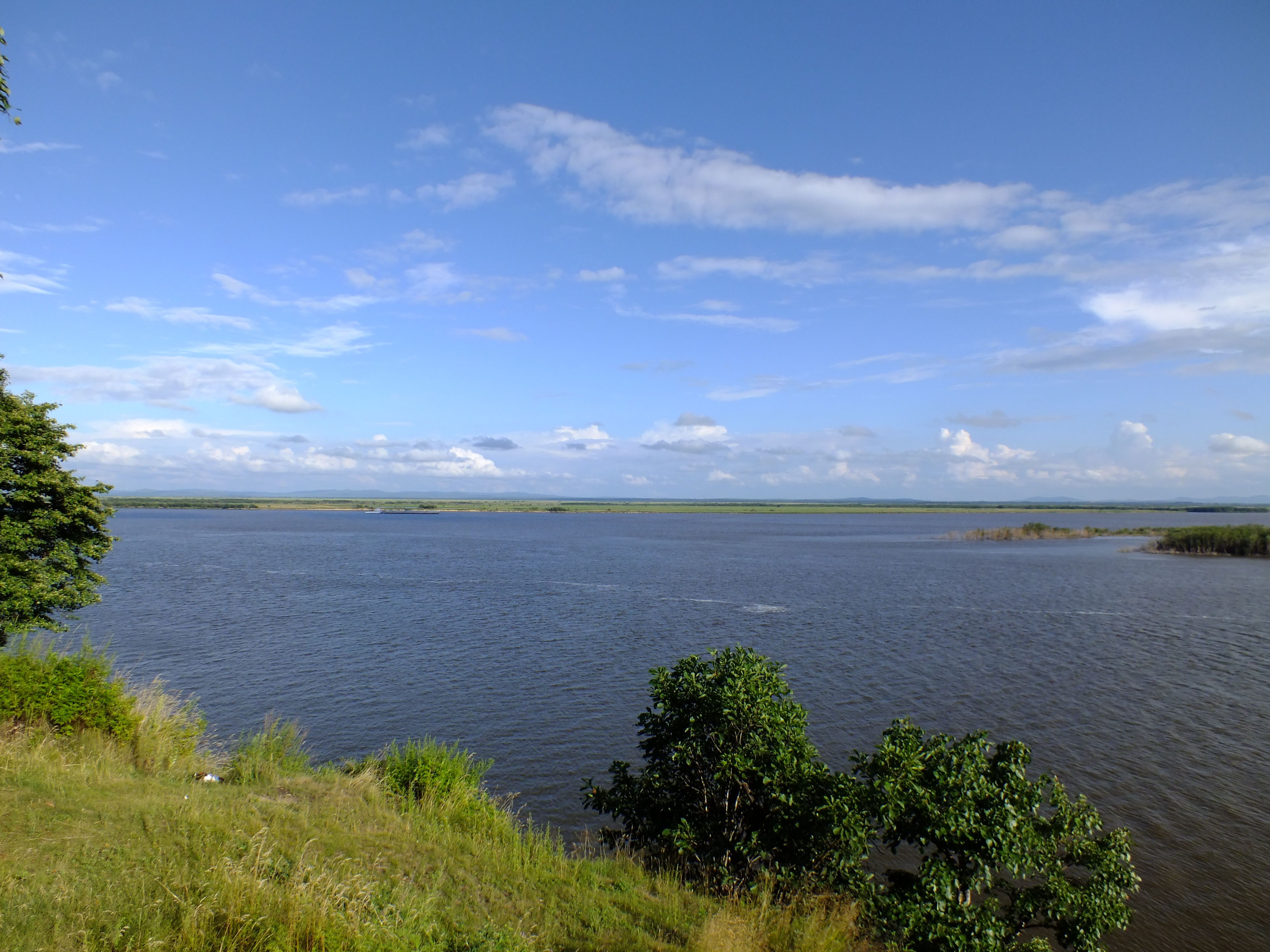
Амурск, вид с утёса на протоку Галбон.

Город расположен на северо-востоке Среднеамурской низменности, на левом берегу Амура, точнее, на пересечении его левобережных проток Старого Амура, Падалинской, Галбона и Сандинской, в 328 км к северу от Хабаровска, в 45 км к югу от Комсомольска-на-Амуре. Фактически его промышленный спутник. Город вытянут вдоль Сандинской протоки на 14 км и состоит из двух почти равных районов.
Сопки (холмы) и надпойменные террасы в городской черте Амурска покрыты лиственнично-берёзовыми лесами, в состав которых входят ольха пушистая, багульник болотный и неназванный вид рододендрона. На некоторых склонах встречаются рощи дуба монгольского. Для окрестностей Амурска приводятся также ель аянская, пихта белокорая, липа Таке, вяз японский, ясень маньчжурский и клён зеленокорый.
Поймы заняты влажными лугами и болотами, травяной покров которых слагают виды осоки, вейника и пушицы, при участии мытника болотного и других видов.

## История

Памятник первостроителям на проспекте Мира.

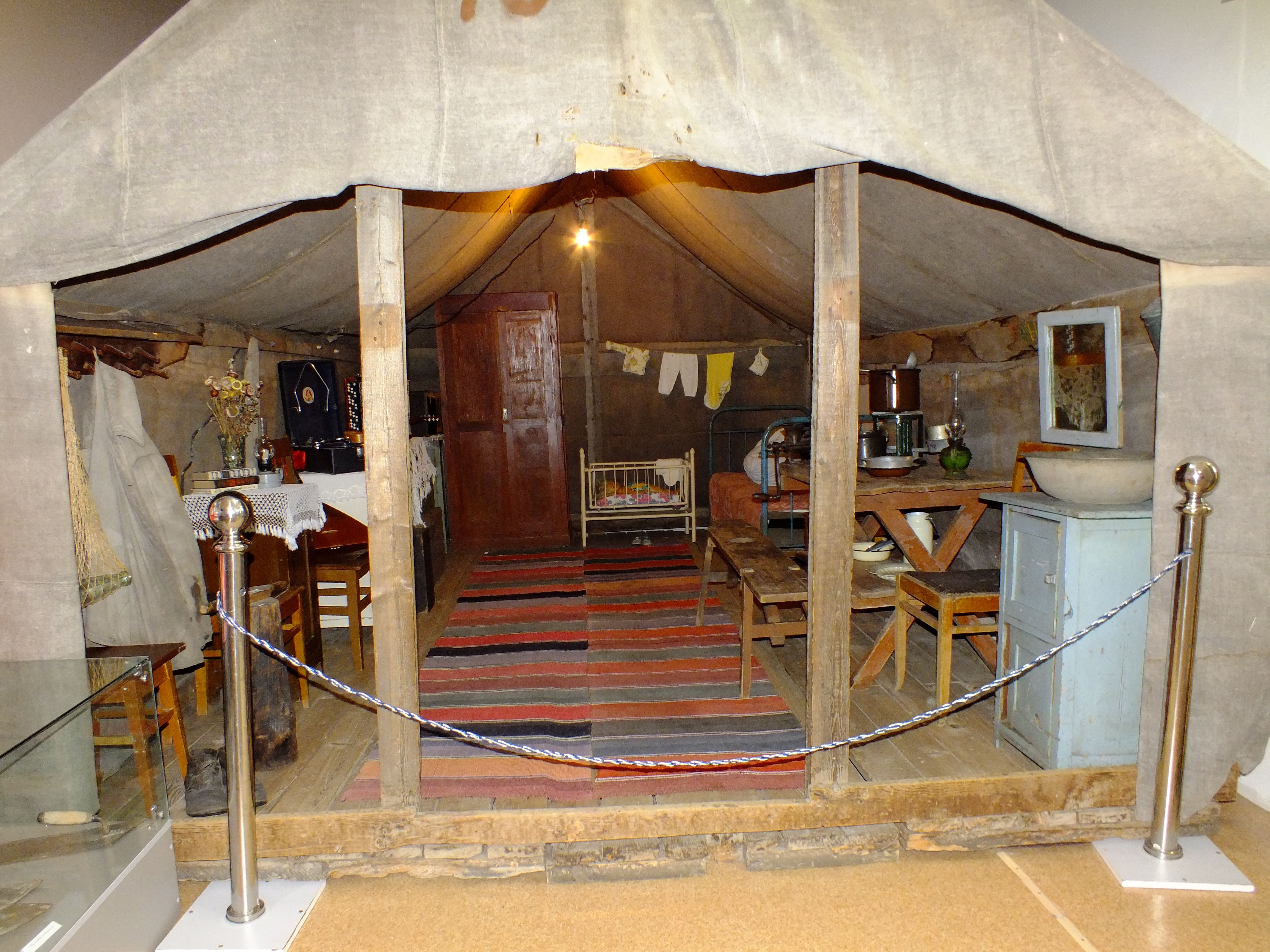
Музей, интерьер палатки, в которых жили первые строители Амурска.

В 1958 году началось строительство палаточного городка первостроителей в селе Падали-Восточное (первоначальное название Амурска), в которое прибывала молодёжь по путёвкам Хабаровского краевого комитета ВЛКСМ на строительство Комсомольского целлюлозно-картонного комбината.
В сентябре 1960 года ЦК ВЛКСМ объявил строительство Амурского целлюлозно-картонного комбината и Амурска Всесоюзной ударной комсомольской стройкой. В 1962 году посёлок Амурск становится районным центром. В 1973 году Указом Президиума Верховного Совета РСФСР рабочий посёлок Амурск преобразован в город краевого подчинения. В 1983 году заработала мебельная фабрика Амурского лесопромышленного комбината. В начале 1990-х годов комбинат стал именоваться «Амурский мебельно-деревообрабатывающий комбинат».

## Население
| 1915    | 1959    | 1968    | 1970    | 1979    | 1986    | 1987    | 1989    | 1992    |
| ------- | ------- | ------- | ------- | ------- | ------- | ------- | ------- | ------- |
| 300     | ↗3525   | ↗20 000 | ↗24 010 | ↗40 847 | ↗52 000 | ↗54 000 | ↗58 395 | ↗59 600 |
| 1996    | 1998    | 2000    | 2001    | 2002    | 2003    | 2005    | 2006    | 2007    |
| ↘56 700 | ↘54 600 | ↘52 300 | ↘51 900 | ↘47 759 | ↗47 800 | ↘47 000 | ↘46 687 | ↘46 367 |
| 2008    | 2009    | 2010    | 2011    | 2012    | 2013    | 2014    | 2015    | 2016    |
| ↘46 074 | ↘45 623 | ↘42 970 | ↘42 936 | ↘42 117 | ↘41 688 | ↘41 074 | ↘40 803 | ↘40 561 |
| 2017    | 2018    | 2019    | 2020    | 2021    | 2023    | 2024    | 2025    |         |
| ↘40 106 | ↘39 431 | ↘39 046 | ↘38 913 | ↘38 606 | ↘37 932 | ↘37 501 | ↘37 204 |         |

На 1 января 2025 года по численности населения город находился на 405-м месте из 1124 городов Российской Федерации.

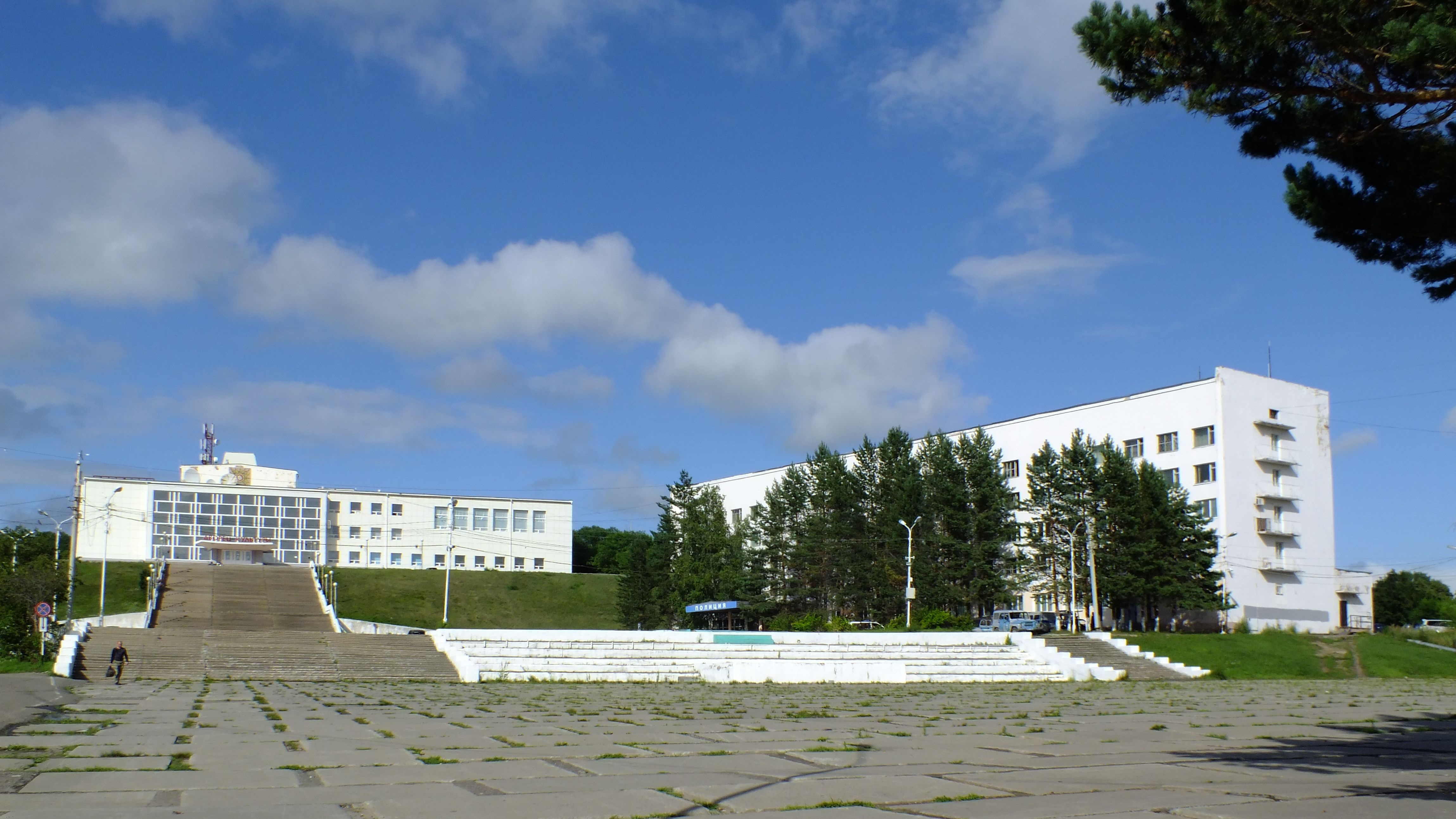
Дом культуры и здание полиции (в советское время — гостиница).

Население города достаточно быстро росло до 1990-х годов, затем начало падать. Резкий спад населения продолжался до 2005 года, затем темпы убыли начали медленно снижаться.

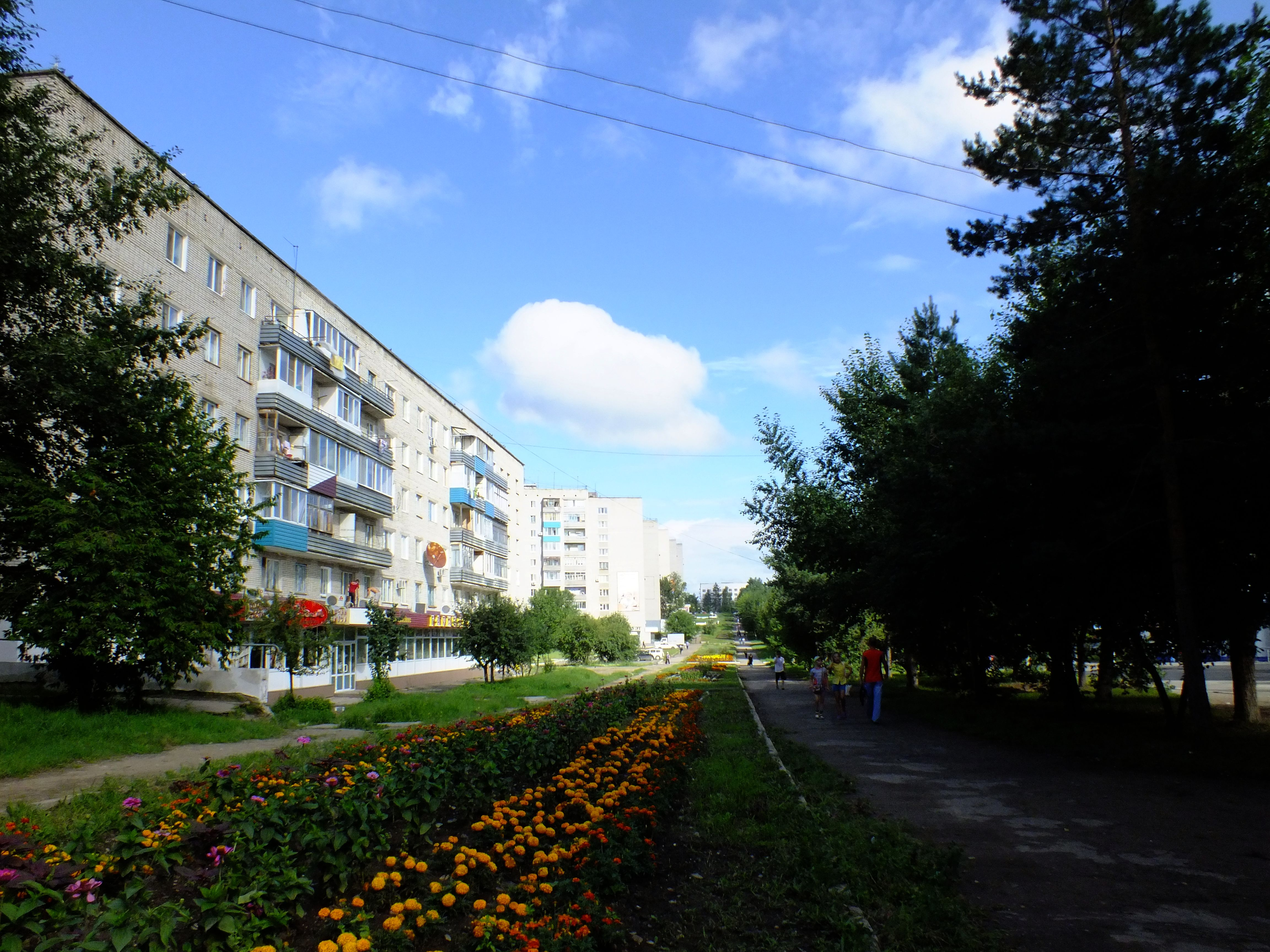
Проспект Победы (До 1985 года — Центральный бульвар).

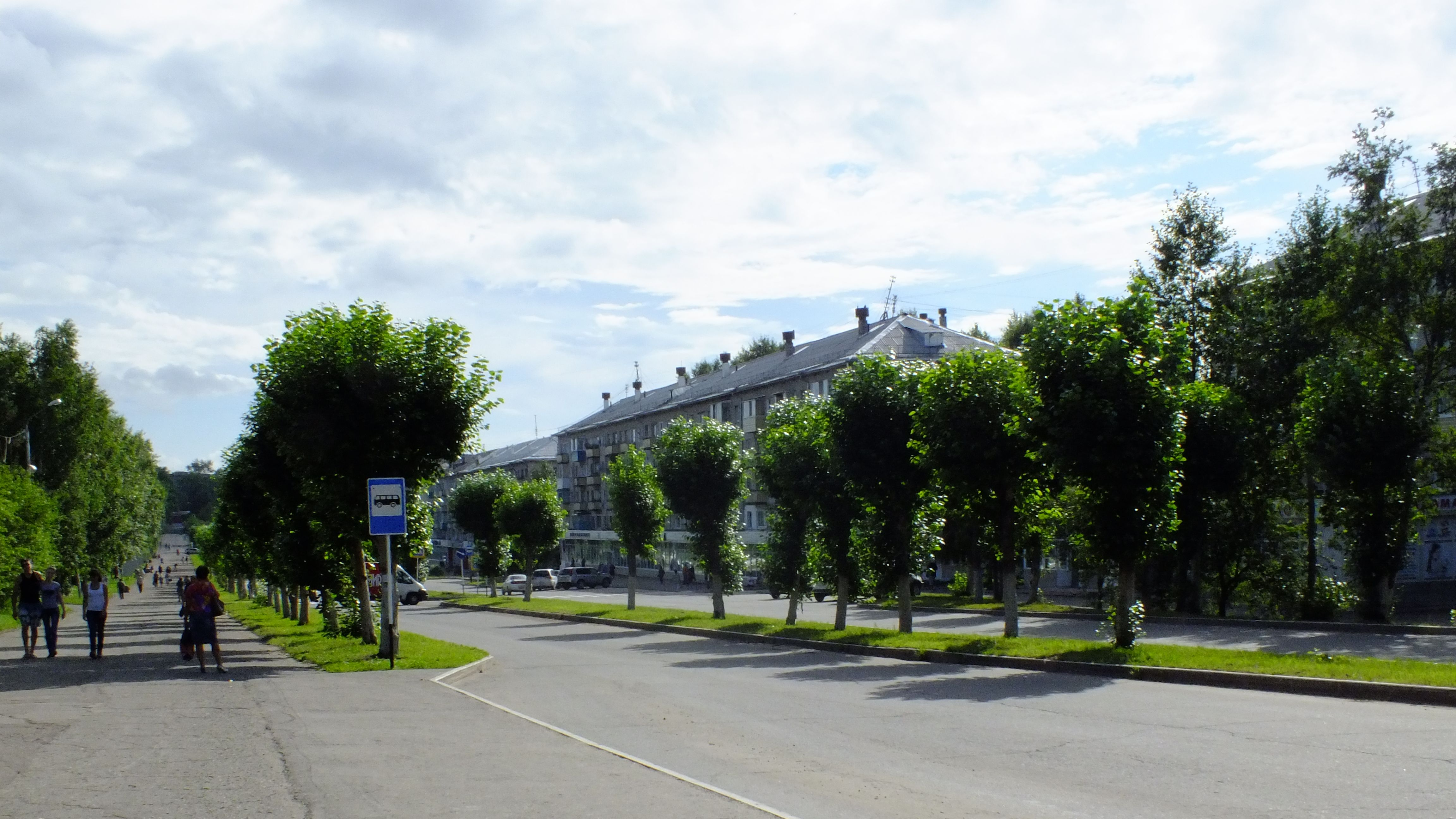
Комсомольский проспект.

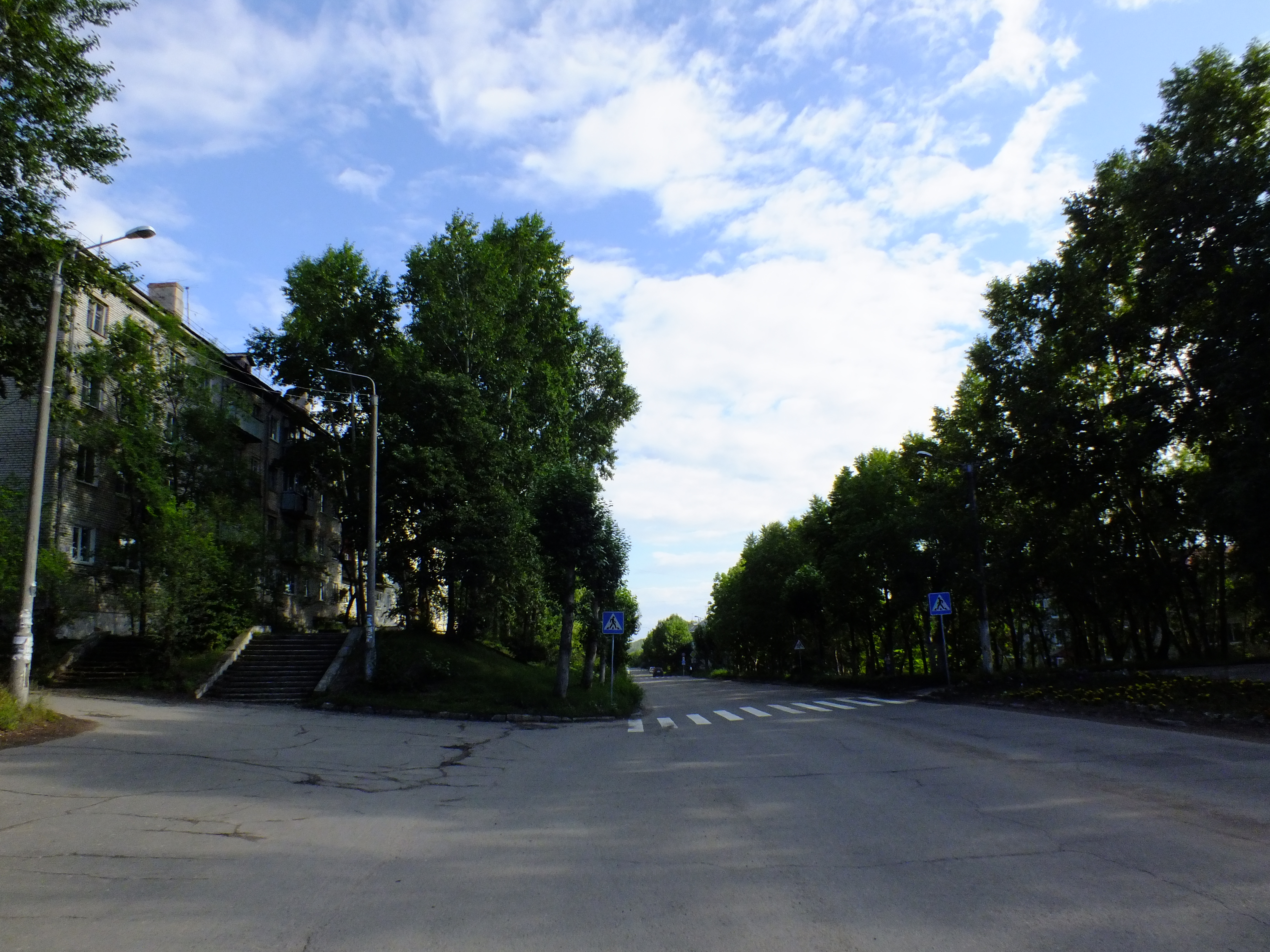
Проспект Мира.

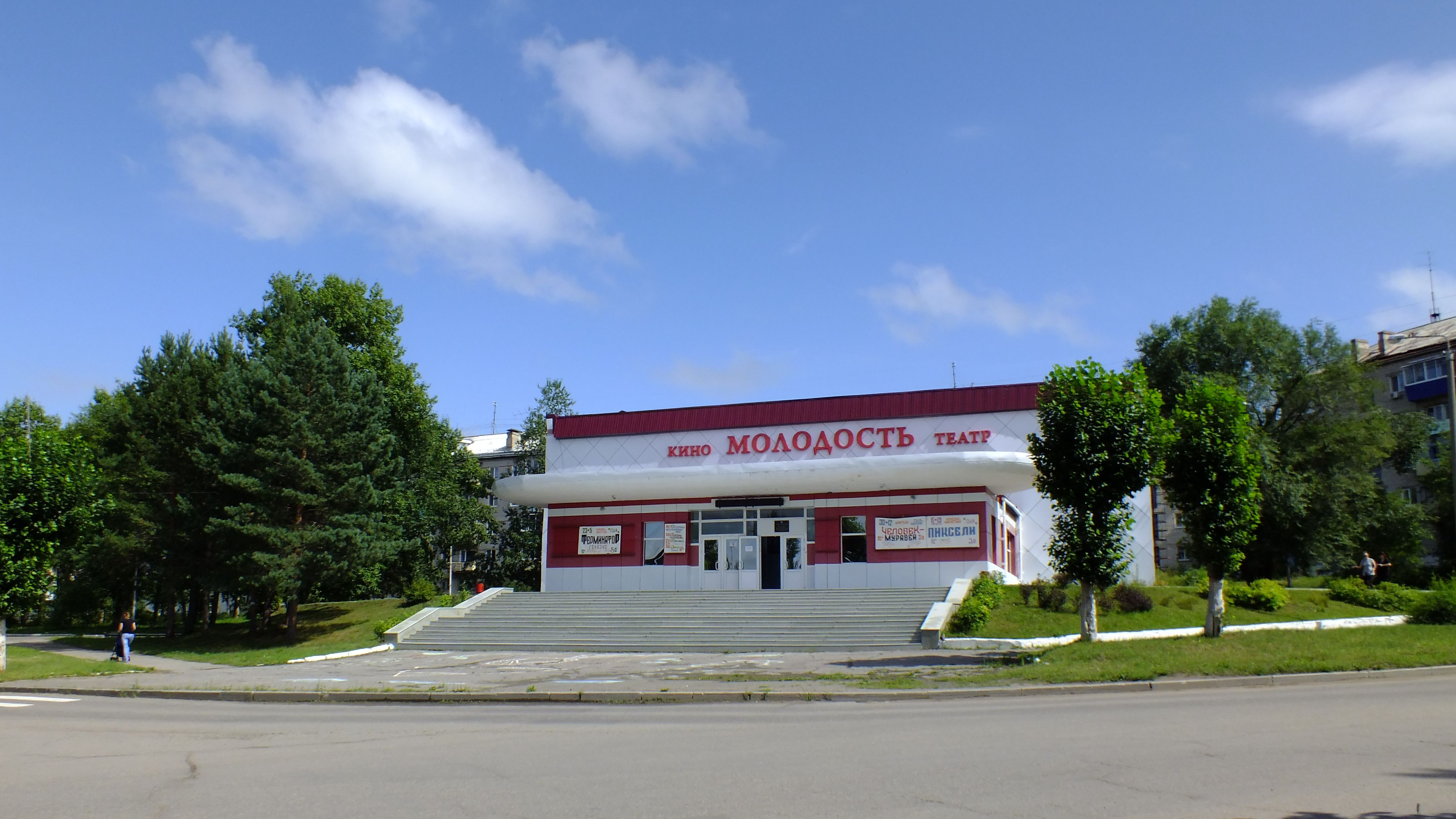
Кинотеатр «Молодость».

## Экономика
- Амурский гидрометаллургический комбинат (ООО «АГМК»), принадлежащий компании «Полиметалл», основная задача — дальнейшая переработка по автоклавной технологии флотационных концентратов месторождений Албазино района имени Полины Осипенко и Майское для получения золота.
- Завод по изготовлению патронов «Вымпел».
- Завод по производству лущёного шпона, под управлением одного из предприятий лесопромышленного холдинга RFP Group, ООО «Амурская лесопромышленная компания»[36].

## Энергетика
- Электрическую и тепловую энергию для города вырабатывает Амурская ТЭЦ.

## Экология
Основным объектом экологических проблем в городе являлся обанкротившийся в 2003 году «Амурский целлюлозно-картонный комбинат», после демонтажа его цехов в 2012 году экологическая ситуация в Амурске стабилизировалась.
- Региональная Хабаровская молодёжная экологическая общественная организация «ЭХО».
- ООО «Региональный экологический центр демеркуризации».

## Образование
- Семь школ, из которых одна начальная
- Семь детских садов
- Амурский политехнический техникум[37]
- Детско-юношеская спортивная школа[38]
- Центр творчества «Темп»[39]
- Детско-юношеский центр «Юность России»
- Детская музыкальная школа
- Детская школа искусств[40]
- Художественная школа[41]
- ННУДО «Лингвистическая школа»
- НУДО «Школа иностранных языков „Лоза“»

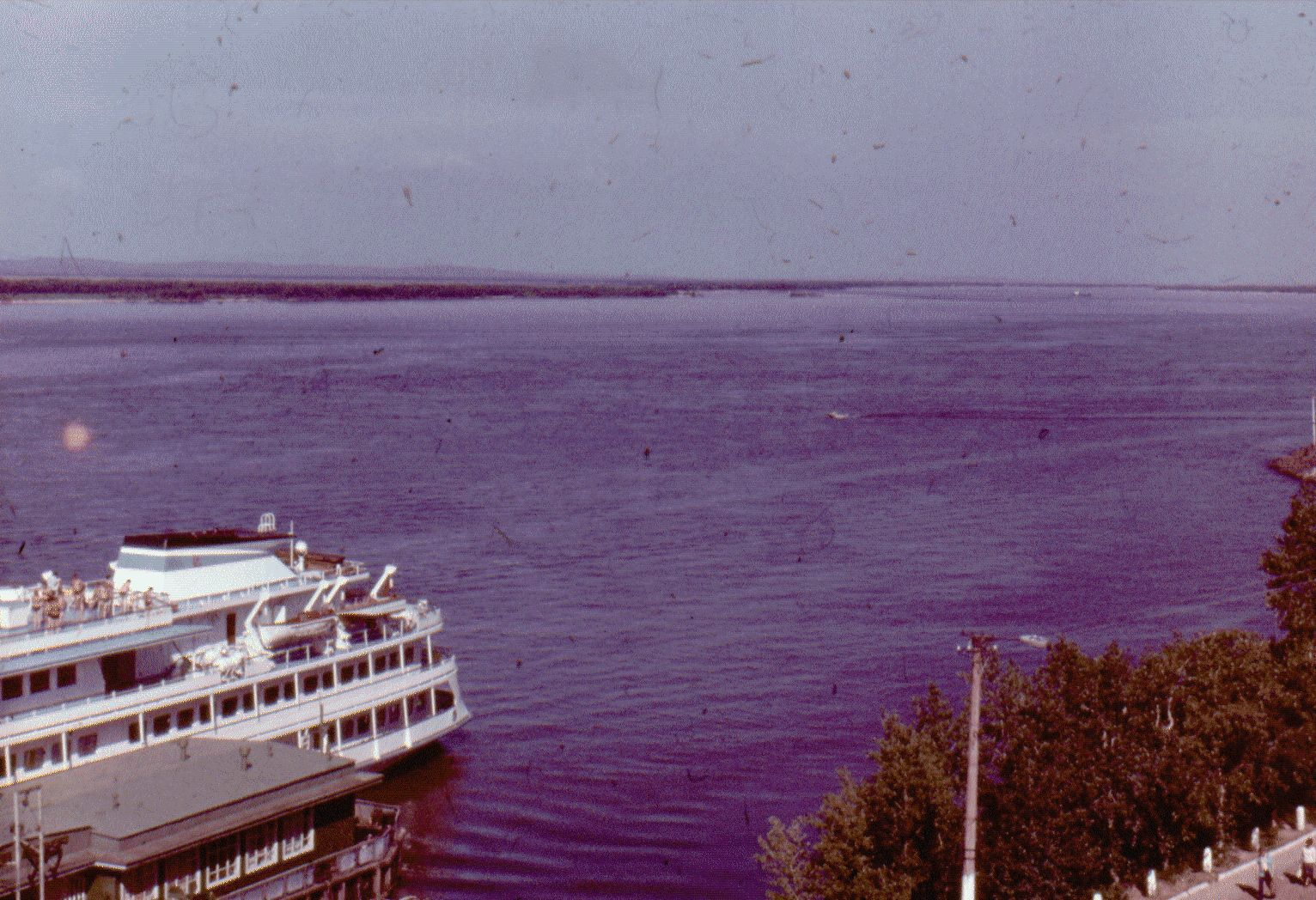
Флагман Амурского речного пароходства теплоход «30 лет ГДР» у речного вокзала Амурска (1985 год, фото зеркально повёрнуто).

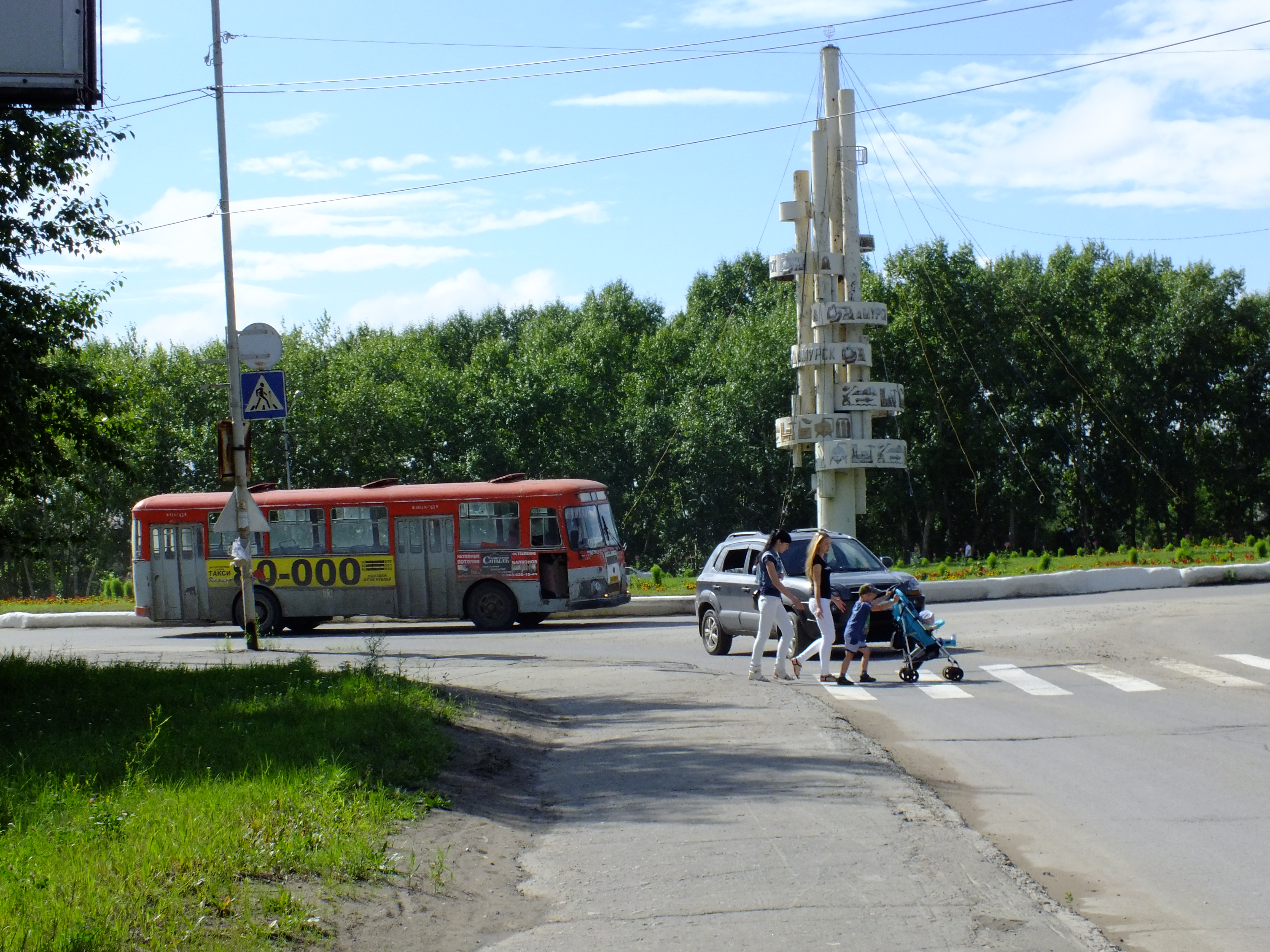
Июль 2015 года, ЛиАЗ-677 на перекрёстке проспектов Мира (слева), Строителей (справа) и Победы (сзади).

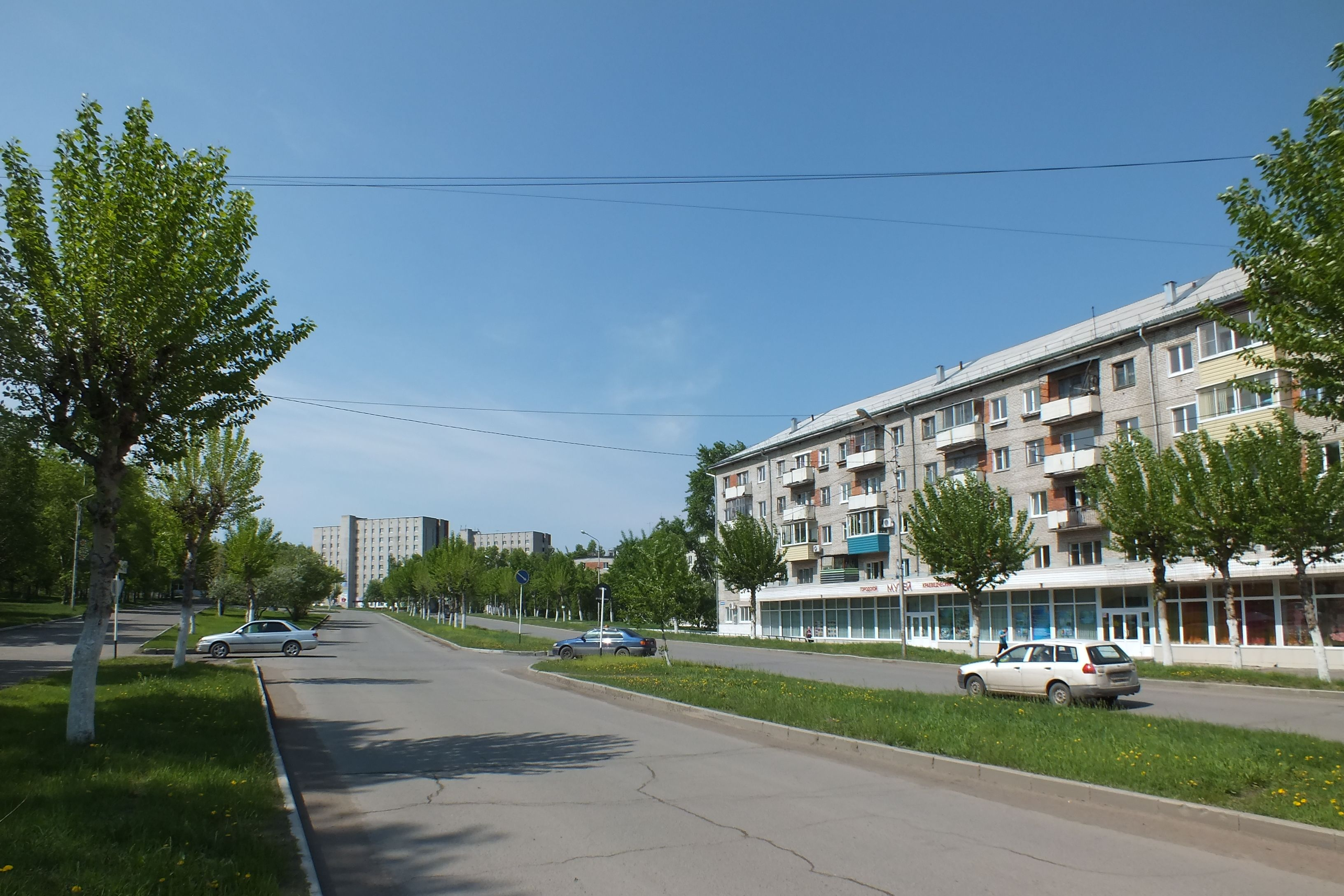
Краеведческий музей.

## Связь
- В городе осуществляют мобильную связь операторы «МТС», «Билайн», «МегаФон», «Yota», «Tele2»[42].
- Интернет-провайдеры — ООО «САТ-ДВ», «Дальсвязь» (вошла в «Ростелеком»), «МТС».

## Радио и ТВ
- В Амурске вещают радиостанции «Love Radio» и «Ретро FM».
- Цифровое и кабельное ТВ — ООО «Такт», «Дальсвязь», ООО «САТ-ДВ». В городе вещает один местный канал: ТРК «Амурск»[43]. Ранее вещал канал "АМВ", но в 2021 году канал прекратил вещание

## Спорт
- Детско-Юношеская спортивная школа[44], более 10 секций: плавание, волейбол, баскетбол, бокс, пауэрлифтинг, фехтование, футбол. Возле ДЮСШ расположен стадион «Юность».
- Школа «Юность».
- Районная общественная организация «Киокушинкай карате-до»[45].
- Центр туризма и экскурсий: скалолазание, спортивное ориентирование.

В городе ежегодного проводятся более 20 спортивных турниров и соревнований.
Ученики школы № 3 золотые (2018) и серебряные (2019) призёры краевых Президентских спортивных состязаний.
В 2018 году в городе учрежден спортивный фестиваль «Я люблю Амурск Спортивный». В город для проведения мастер-классов и турниров приезжали известные российские спортсмены: Дмитрий Сычев, Петр Самойленко.

## Достопримечательности
Амурский городской краеведческий музей
- Ботанический сад, единственный в Хабаровском крае. Основан в 1988 году. Содержит 1500 видов растений. Экскурсионный поток составляет 15 тыс. посетителей в год[48].
- Амурский городской краеведческий музей, основанный в 1972 году[49].
- Центральная усадьба заповедника «Болоньский».Ботанический сад
- Кинотеатр «Молодость».
- Дворец культуры.

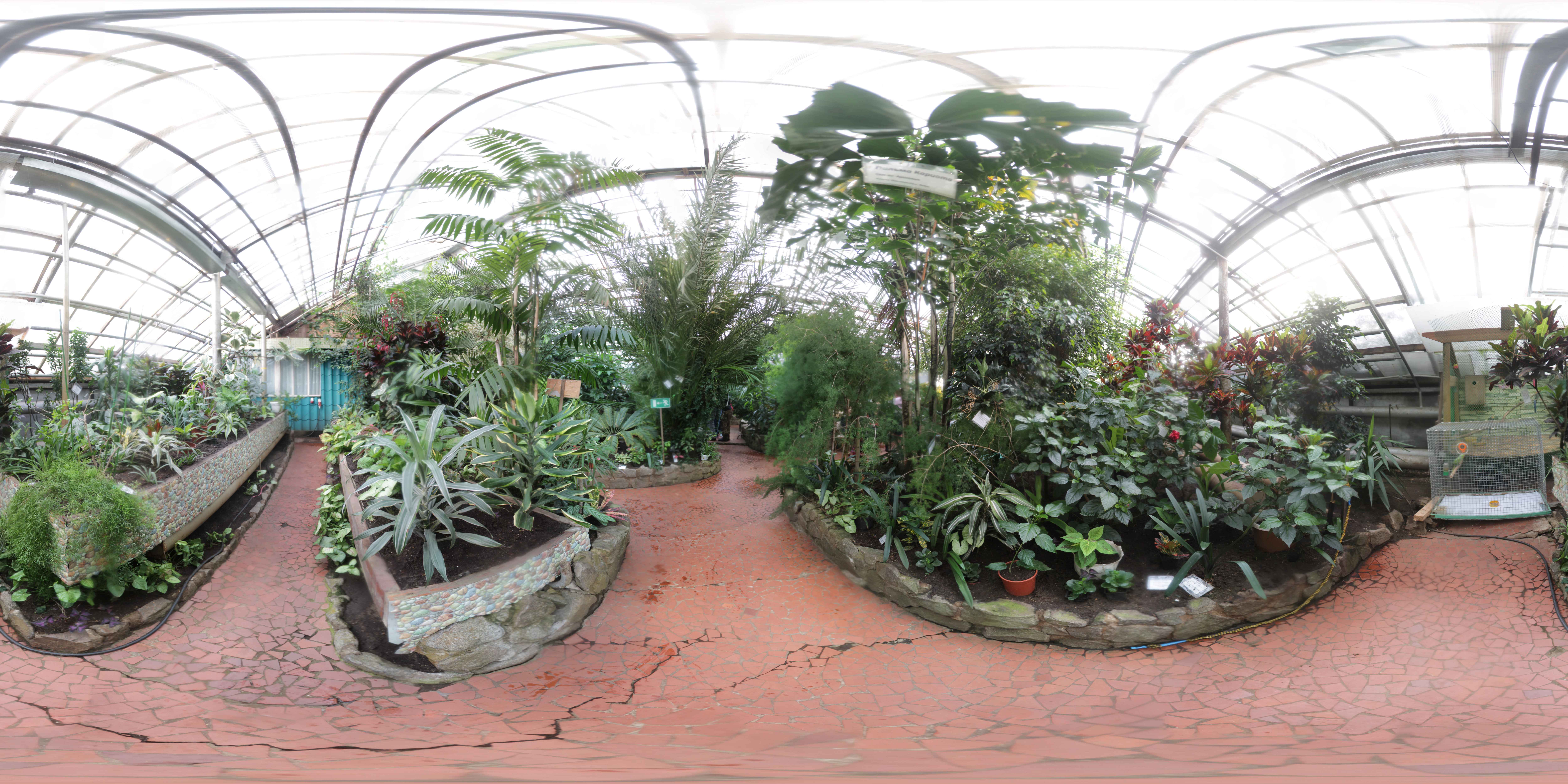
Ботанический сад

- «Остров Крохалев» — заповедный остров на реке, расположенный напротив пляжа[1].
- «Амурский городской дендрарий»[50]

## События
С 2005 года проводится краевой закрытый фестиваль детского и молодёжного кино и телевидения «Хит сезона».

## Люди, связанные с городом
- Александр Андреевич Реутов — советский и российский художник.
- Понгса Константинович Киле — нанайский поэт-песенник[52]
- Выборов Константин Романович — дальневосточный поэт[52].
- Плетников Сергей Васильевич — мастер спорта СССР, почётный гражданин Амурска[52].
- Иван Баранчик — боксёр-профессионал, чемпион мира по версии IBF в 1-м полусреднем весе.

## Климат

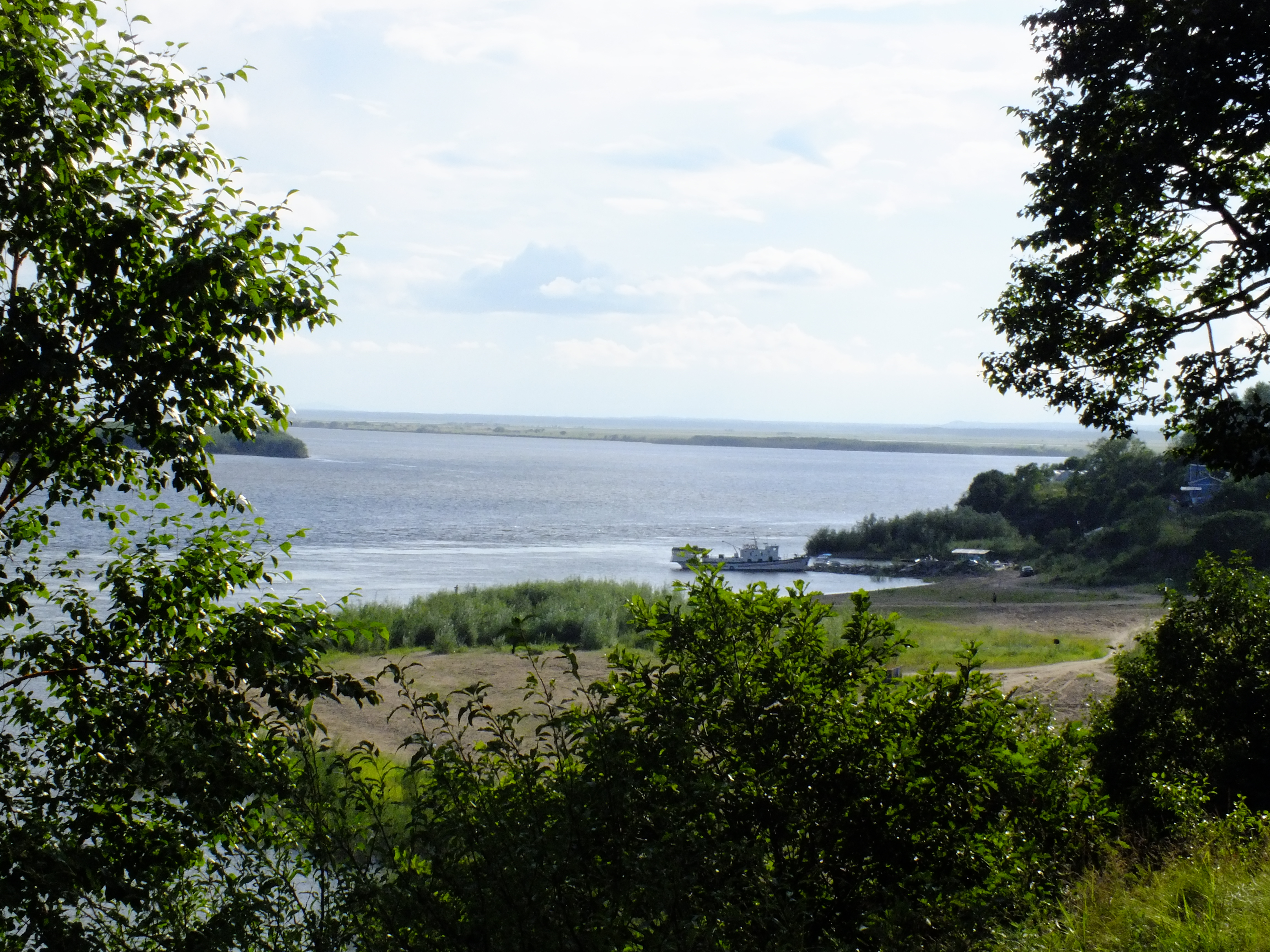
Вид с утёса на пляж и протоку Старый Амур.

- Среднегодовая температура — −0,2 °C
- Среднегодовая влажность воздуха — 72 %.
- Среднегодовая скорость ветра — 3,1 м/c.

Город Амурск приравнен к районам Крайнего Севера, хотя и лежит на широте Киева. Город расположен в умеренном поясе. Климат континентальный с очертаниями муссонного. Зима холодная и даже суровая, с невысоким снежным покровом, обычно не превышающим полуметра. Лето очень тёплое (в июне даже жаркое) и достаточно дождливое. Муссон начинается с начала июля и заканчивается к началу сентября, в это время часто идут ливни с грозами. Климатическое лето (со среднесуточной температурой выше +15 C°) начинается в начале июня и заканчивается в начале сентября. Устойчивый снежный покров формируется после 10 ноября. Снег начинает обильно таять в начале апреля, однако в течение всего месяца возможны снежные осадки. Так же они возможны даже в начале мая.
- Январь — очень морозный месяц, также является самым холодным в году. В первой половине месяца ночью в среднем −29 −33 °С (иногда опускается до −40 °С), днём −20 −25, во второй половине ночью −27 −30 °С, днём −18 −23 °С (иногда поднимается до −10 °С, во время циклонов). Осадков выпадает мало, всегда в виде снега. Снежный покров составляет в среднем 30 — 40 см. Вегетация отсутствует.
- Февраль — морозный месяц, немного теплее января. В первой половине месяца ночью в среднем −23 −27 °С (иногда опускается до −35 °С), днём −15 −18, во второй половине ночью −18 −23 °С, днём −10 −15 °С (иногда поднимается до −5 °С, во время циклонов). Осадков выпадает мало, всегда в виде снега. Снежный покров составляет в среднем 40 — 50 см. Вегетация отсутствует.
- Март — умеренно морозный месяц, является переходным между климатической зимой и весной. В первой половине месяца ночью в среднем −14 −18 °С (иногда опускается до −25 −30 °С), днём −6 −10, во второй половине ночью −8 −12 °С, днём −2 −6 °С (иногда поднимается до 0 +5 °С, во время «приливов» тепла из Китая). Осадков выпадает немного, почти всегда в виде снега или мокрого снега, но часты метели. Снежный покров составляет в среднем 25 — 40 см. Вегетация отсутствует.
- Апрель — прохладный месяц, непредсказуемый со значительными колебаниями температуры. В первой половине месяца ночью в среднем −3 −7 °С (иногда опускается до −15 °С), днём 0 +5, во второй половине ночью около 0 °С, днём +5 +10 °С (иногда поднимается до +20 °С, во время «приливов» тепла из Китая). Осадков выпадает немного, в основном в смешанном виде. Снежный покров начинает таять в начале месяца, почти полностью сходит в конце. Вегетационные процессы начинают активизироваться с конце месяца.
- Май — умеренно тёплый месяц. В первой половине месяца ночью в среднем 0 +5 °С (иногда опускается до −5 °С), днём +10 +15, во второй половине ночью +5 +8 °С, днём +15 +20 °С (иногда поднимается до +25 +30 °С, во время «приливов» тепла из Китая). Осадков выпадает нормально, почти всегда в виде дождя. Снежный покров полностью сходит в начале месяца. Вегетационные процессы полностью активизируются в середине месяца.
- Июнь — тёплый месяц, иногда с температурными скачками. В первой половине месяца ночью в среднем +8 +12 °С (иногда опускается до +5 °С, во время глубоких циклонов), днём +20 +25, во второй половине ночью +12 +15°С, днём +22 +27 °С (иногда поднимается до +32 +35 °С, во время «приливов» тепла из Китая). Осадков выпадает нормально, всегда в виде дождя. Снежный покров отсутствует. Вегетационные процессы активны.
- Июль — очень тёплый месяц, иногда жаркий. В первой половине месяца ночью в среднем +15 +18 °С, во второй половине ночью +17 +20°С (иногда опускается до +10 °С, во время глубоких циклонов), днём в течение всего месяца в среднем +23 +28 °С (иногда поднимается до +35 °С, во время «приливов» тепла из Китая). Начинаются муссоны, поэтому осадков выпадает много, особенно во второй половине месяца, всегда в виде дождя. Снежный покров отсутствует. Вегетационные процессы активны.
- Август — очень тёплый месяц. В первой половине месяца ночью в среднем +15 +18 °С, днём +21 +24 (иногда поднимается до +30 °С, во время «приливов» тепла из Китая), во второй половине ночью +12 +15°С, (иногда опускается до +5 +10 °С, во время глубоких циклонов), днём +18 +23 °С. Осадков выпадает очень много, всегда в виде дождя. Снежный покров отсутствует. Вегетационные процессы активны.
- Сентябрь — достаточно тёплый месяц. В первой половине месяца ночью в среднем +7 +12 °С, днём +15 +18 (иногда поднимается до +25 °С, во время «приливов» тепла из Китая), во второй половине ночью +3 +7°С, (иногда опускается до 0 °С), днём +10 +15 °С. Осадков выпадает нормально, почти всегда в виде дождя. Снежный покров отсутствует. Вегетационные процессы замедляются.
- Октябрь — прохладный месяц. В первой половине месяца ночью в среднем −3 +3 °С, днём +5 +10 (иногда поднимается до +20 °С, во время «приливов» тепла из Китая), во второй половине ночью −3 −6°С, (иногда опускается до −10 °С), днём 0 +5 °С. Осадков выпадает нормально, в основном в виде дождя, но иногда бывают в смешанном виде. Снежный покров отсутствует, в течение месяца может лечь временный. Вегетационные процессы почти остановлены.
- Ноябрь — умеренно морозный месяц. В первой половине месяца ночью в среднем −6 −10 °С, днём 0 −5 °С (иногда поднимается до +5 °С, по разным обстоятельствам), во второй половине ночью −10 −15°С, (иногда опускается до −25 °С), днём −5 −10 °С. Осадков выпадает немного, в основном в виде снега или мокрого снега. Снежный покров устанавливается в первой половине месяца и может достигнуть 15 — 25 см. Вегетация отсутствует.
- Декабрь — морозный месяц. В первой половине месяца ночью в среднем −18 −24 °С, днём −13 −18 °С (иногда поднимается до −5 °С, во время циклонов), во второй половине ночью −22 −28°С, (иногда опускается до −35 °С), днём −16 −22 °С. Осадков выпадает мало, всегда в виде снега. Снежный покров составляет в среднем 20 — 35 см. Вегетация отсутствует.

Абсолютный максимум (+35,7 C°) был установлен 24 июля 1974 года. Абсолютный минимум (-45,8 C°) был установлен 11 января 1980 года. В январе 2011 до рекорда не хватило 0,3 C°, а в июле того же года не хватило 0,7 C°. В январе 2010 установлен максимум для этого месяца (+0,6 C°), а минимальная температура июля (+4,1 C°) установлена в 1996 году.
Наибольшее количество осадков за сутки (108 мм) зафиксировано в 2005 году, а за месяц (392 мм) зафиксировано в 1981 году.
| Показатель                    | Янв.  | Фев.  | Март  | Апр.  | Май  | Июнь | Июль | Авг. | Сен. | Окт.  | Нояб. | Дек.  | Год   |
| ----------------------------- | ----- | ----- | ----- | ----- | ---- | ---- | ---- | ---- | ---- | ----- | ----- | ----- | ----- |
| Абсолютный максимум, °C       | 0,6   | 0,0   | 9,8   | 26,9  | 30,9 | 34,8 | 35,7 | 32,0 | 28,9 | 22,4  | 10,1  | −0,2  | 35,7  |
| Средний суточный максимум, °C | −21   | −14,8 | −4,6  | 6,6   | 15,7 | 22,4 | 25,1 | 23,7 | 17,2 | 7,5   | −5,8  | −17,6 | 4,2   |
| Средняя температура, °C       | −25,8 | −20,6 | −9,5  | 2,4   | 10,6 | 18,5 | 21,1 | 19,8 | 12,4 | 3,6   | −8,7  | −21,4 | −0,2  |
| Средний суточный минимум, °C  | −30,2 | −25,4 | −16   | −1,3  | 6,9  | 14,2 | 17,5 | 16,8 | 9,4  | 0,1   | −10,2 | −23,9 | −3,5  |
| Абсолютный минимум, °C        | −45,8 | −42,6 | −34,8 | −22,5 | −3,6 | 1,5  | 4,1  | 3,8  | −6,4 | −15,8 | −31,3 | −41,5 | −45,8 |
| Норма осадков, мм             | 8     | 7     | 11    | 32    | 49   | 68   | 124  | 145  | 76   | 34    | 12    | 9     | 575   |